# Ольшанецки, Соня
Соня Ольшанецки (англ. Sonya Olschanezky; 25 декабря 1923, Хемниц — 6 июля 1944, Нацвейлер-Штрутгоф) — французская разведчица еврейского происхождения, агент британского Управления специальных операций, деятельница Движения Сопротивления во Франции.

## Биография

### Ранние годы
Отец — Эли Ольшанецки, еврей из Одессы, уехал из России на учёбу в Германию. Работал инженером-химиком на текстильном заводе и в 1916 году женился на немецкой гражданке, поселившись в Хемнице. У Сони были также братья Энох (1917) и Тобиас (впоследствии Серж, 1919). В 1927 году отец получил работу в Румынии, а в 1930 году перевёз семью в Париж, где открыл магазин по продаже женского белья. Соня до войны собиралась стать танцовщицей.

### В Движении Сопротивления
В мае 1940 года Соня вступила в Движение Сопротивления, укрывшись в Шалон-сюр-Марн, где установила связь с агентами британского Управления специальных операций. С мая 1942 года все евреи Франции вынуждены были носить жёлтую шестиконечную звезду как свой опознавательный знак. В июне Соню арестовали и бросили в концлагерь Дранси, где она ожидала со страхом своей участи быть переправленной в один из нацистских лагерей смерти. Однако мать Сони сумела составить несколько фальшивых документов и подбросить их немецкой администрации — в них она заверяла, что Соня может пригодиться в качестве рабочей на заводе и её навыки жизненно необходимы немецкой военной промышленности. Осенью её освободили из лагеря.
В 1943 году жених Сони, Жак Уэлл, сумел завербовать её в Управление специальных операций, в сеть «Джагглер» (англ. Juggler), в которой работали также Андре Боррель, Фрэнсис Саттилл и Жильбер Норман. В октябре 1943 года Соня узнала о том, что в плен попала оператор сети Саттилла Нур Инайят Хан. Через Берн Соня сообщила Лондону о случившемся, однако глава отдела F полковник Морис Бакмастер проигнорировал сообщение, поскольку получил его от неизвестного источника. В конце концов, Соня была арестована в январе 1944 года и брошена в тюрьму. 13 мая 1944 в Третий Рейх немцами были отправлены пленённая Соня и ещё семь человек: Иоланде Беекман, Элейн Плюмэн, Мадлен Дамерман, Одетт Сансом, Дайана Роуден, Андре Боррель и Вера Лай.

### Смерть и память
6 июля 1944 в концлагере Нацвейлер-Штрутгоф Соня Ольшанецки, Андре Боррель, Дайана Роуден и Вера Лай были казнены в газовой камере. Уже после войны потом разведка точно не могла установить, кто был казнён в Нацвейлер-Штрутгофе: Соня Ольшанецки или Нур Инайят Хан. Только затем Вера Аткинс подтвердила, что Нур была убита в Дахау, а Соня в Нацвейлере.
На месте казни в 1975 году была установлена памятная табличка, посвящённая погибшим 6 июля 1944. На церемонии открытия присутствовал действовавший премьер-министр Франции Жак Ширак.